# Catarina Leite
Catarina dos Anjos de Almeida Leite (Odivelas, 20 de janeiro de 1983) é uma xadrezista portuguesa. Oito vezes campeã nacional (de 1999 a 2006), participou da Olimpíada de Xadrez em Istambul 2000, Calvià 2004, Turim 2006 e Dresda 2008. Em 2009 encontrava-se entre as dez melhores xadrezistas de Portugal, de acordo com o rating da Federação Internacional de Xadrez.